# Carlos Madrid Muñoz
Carlos Antonio Madrid Muñoz (Málaga, 1948), es un dibujante y político de la transición española.

## Biografía
Militante comunista desde 1973, participó durante años en el movimiento ciudadano de Madrid hasta la llegada de la democracia en 1978. Fue candidato al Congreso de los Diputados en el año 1977 por el Partido Comunista de España (PCE) en las primeras elecciones celebradas tras la dictadura. En el año 1979 encabezó la lista por el PCE al municipio de Móstoles (Madrid), logrando duplicar en número de votos la media nacional. Ganó el socialista Bartolomé González, con un 54% de los votos. El resultado de las primeras elecciones democráticas de Móstoles se selló con un histórico abrazo público frente al monumento al alcalde Andrés Torrejón. Carlos Madrid fue elegido concejal en abril de 1979 y nombrado Segundo Teniente de Alcalde en octubre del mismo año.
En el Golpe de Estado del 23 de febrero de 1981, en su capacidad de máximo cargo público en dependencias municipales, proclamó la lealtad de Móstoles al orden constitucional y permaneció en el interior del Ayuntamiento, acompañado de la Policía Municipal, que en todo momento se mantuvo fiel a la ley.

## Obra gráfica
Compaginó la política con su afición al dibujo humorístico, publicando ilustraciones entre otras, en la revista satírica La Codorniz (1972–1973), donde fue publicado en portada en dos ocasiones; El País Semanal (1992); Muy Interesante (1989), y también en el desaparecido diario El Sol, de cuya tira cómica estaba encargado. 
Dedicado no solo a la ilustración gráfica sino también a la pintura, le fue concedido en el año 2015 permiso oficial como copista del Museo del Prado.

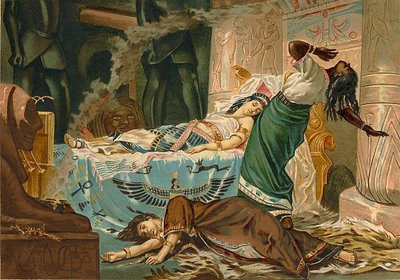
Muerte de Cleopatra, de Juan Luna Novicio

- Copia autorizada por el Museo del Prado de Muerte de Cleopatra, de Juan Luna Novicio.

- Copia autorizada por el Museo del Prado de El caballero de la mano en el pecho, de El Greco.

- Copia autorizada por el museo del Prado de Francisco Pacheco, de Diego Velázquez.

- Copia autorizada por El Senado de La batalla de Lepanto, de Juan Luna Novicio.

Es hermano del escritor Juan Madrid, en varias de cuyas novelas juveniles aparece como personaje, y biznieto del pintor Antonio Muñoz Degrain.